# After Business Hours

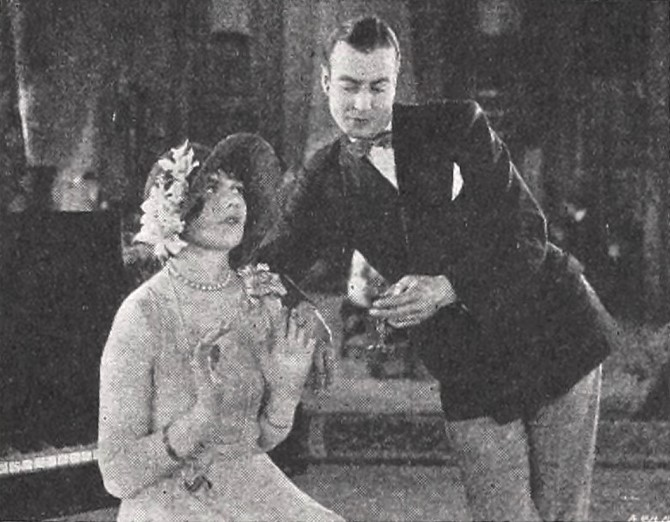
Image tirée du film dramatique américain After Business Hours (1925) avec Elaine Hammerstein et Lou Tellegen.

After Business Hours est un film américain réalisé par Malcolm St. Clair, sorti en 1925.

## Synopsis
Une jeune femme a épousé un mari riche. Cependant, celui-ci ne lui fait pas confiance, et elle est amenée à se tourner vers les jeux d'argent.

## Fiche technique
- Réalisation : Malcolm St. Clair
- Scénario : Walter Anthony, Douglas Z. Doty, d'après une histoire d'Ethel Watts Mumford
- Photographie : Dewey Wrigley
- Montage : Errol Taggart
- Production : Columbia Pictures
- Durée: 56 minutes
- Date de sortie :
  - USA : 16 juin 1925

## Distribution
- Elaine Hammerstein : June King
- Lou Tellegen : John King
- Phyllis Haver : Sylvia Vane
- John Patrick : Richard Downing
- Lillian Langdon : Mrs. Wentworth
- William Scott : James Hendricks
- Lee Moran : Jerry Stanton